# Niton (Royaume-Uni)
Pour les articles homonymes, voir Niton.
Niton est un village de l'île de Wight, en Angleterre. Il forme la paroisse civile de Niton and Whitwell avec le village voisin de Whitwell. La population comptait 1 199 habitants en 2021.